# 圣毛罗-迪萨利内
圣毛罗-迪萨利内（義大利語：San Mauro di Saline），是意大利威尼托大区维罗纳省的一个市镇。总面积11.09平方公里，人口565人，人口密度50.9人/平方公里（2009年）。国家统计（ISTAT）代码为023074。